# Dependencia del proveedor
En economía, dependencia del proveedor (en inglés vendor lock-in) o confinamiento propietario, hace referencia a la incapacidad de un usuario o cliente de reemplazar un proveedor de productos y servicios, sin afrontar costos sustanciales. Aquí también se incluyen las tecnologías. La dependencia del proveedor crea barreras para la entrada al mercado, y puede resultar en acciones de derecho de la competencia contra un monopolio.

## Ejemplos

### Automóviles
Los automóviles a menudo se fabrican con algunas partes intercambiables, como radios de automóviles. A veces, los fabricantes intentan crear un confinamiento patentado: eligiendo formas o dimensiones no estándar, o restringiendo la comunicación entre la radio del automóvil y los controles del volante.
Muchas organizaciones de estandarización, como el Departamento de Transporte de EE. UU., regulan el diseño de ciertos componentes automotrices para evitar confinamientos patentados. El confinamiento también puede estar en conflicto con las normas de seguridad o las normas internacionales. Así, al fabricante de automóviles Audi se le ha negado el hecho de permitir la apertura del capó de sus automóviles con una llave especial; fue en contra de las reglas internacionales contra incendios para permitir que cualquier bombero abra el capó en caso de emergencia[cita requerida].

### Transporte público
Mientras que autobuses o tranvías de todas las marcas pueden funcionar en todas las carreteras o tranvías, los neumáticos de tranvía dependen de tecnologías patentadas.

### En la industria electrónica e informática

#### Microsoft
La Comisión Europea, en su decisión del 24 de marzo de 2004 sobre las prácticas comerciales de Microsoft, cita, en el párrafo 463, el gerente general de Microsoft para el desarrollo de C ++, Aaron Contorer, en un memorando interno de Microsoft del 21 de febrero de 1997 redactado para Bill Gates:  
La API de Windows es tan amplia, tan profunda y tan funcional que la mayoría de los ISVs estarían locos por no usarla. Y está tan profundamente incrustada en el código fuente de muchas aplicaciones de Windows que existe un costo de cambio enorme por usar un sistema operativo diferente. En cambio, es este costo de cambio lo que ha dado a los clientes la paciencia para seguir con Windows a través de todos nuestros errores, nuestros controladores con errores, nuestro alto TCO, nuestra falta de una visión sexy, a veces, y muchas otras dificultades. […]
Los clientes constantemente evalúan otras plataformas de escritorio, [pero] sería mucho trabajo cambiar de lugar y esperan que solo mejoremos Windows en lugar de obligarlos a moverse. En resumen, sin esta franquicia exclusiva llamada API de Windows, hubiéramos estado muertos hace un tiempo.

La franquicia de Windows está impulsada por el desarrollo de aplicaciones que se centran en nuestras API principales. 
El software de aplicación de Microsoft también exhibe bloqueo mediante el uso de formatos de archivo propietarios. Microsoft Outlook utiliza un formato de almacén de datos patentado, públicamente no documentado. Las versiones actuales de Microsoft Word han introducido un nuevo formato MS-OOXML. Esto puede facilitar a los competidores escribir documentos compatibles con Microsoft Office en el futuro, y reducir la dependencia. Microsoft lanzó descripciones completas de los formatos de archivo para versiones anteriores de Word, Excel y PowerPoint en febrero de 2008.

#### Apple Inc.
Antes de marzo de 2009, los archivos de música digital con gestión de derechos digitales estaban disponibles para su compra en la tienda iTunes Store, codificados en un derivado patentado del formato AAC que utilizaba el sistema DRM FairPlay de Apple. Estos archivos son compatibles solo con el software del reproductor multimedia iTunes de Apple en Mac y Windows, sus reproductores de música digital portátiles iPod, teléfonos inteligentes iPhone, tabletas iPad y los teléfonos móviles Motorola ROKR E1 y SLVR. Como resultado, esa música se encerró en este ecosistema y está disponible para uso portátil solo mediante la compra de uno de los dispositivos anteriores, o mediante la grabación en CD y, opcionalmente, volver a copiar a un formato sin DRM como MP3 o WAV.
En enero de 2005, un comprador de iPod llamado Thomas Slattery presentó una demanda en los Estados Unidos contra Apple por el "paquete ilegal" de su iTunes Music Store y dispositivo iPod. Dijo en su escrito: "Apple ha convertido un estándar abierto e interactivo en un artificio que impide que los consumidores usen el reproductor de música digital de disco duro portátil de su elección". En ese momento, se afirmó que Apple tenía una participación de mercado del 80 % de las ventas de música digital y una participación del 90 % de las ventas de nuevos reproductores de música, lo que, según él, permitió a Apple aprovechar horizontalmente sus posiciones dominantes en ambos mercados para encerrar a los consumidores en sus ofertas complementarias. En septiembre de 2005, el juez federal de distrito James Ware aprobó proceder con los cargos de monopolio contra Apple en violación de la Ley Antimonopolio Sherman.
El 7 de junio de 2006, el Consejo Noruego del Consumidor declaró que iTunes Music Store de Apple violaba la ley noruega. Las condiciones del contrato eran vagas y "claramente desequilibradas para desfavorecer al cliente". Los cambios retroactivos en las condiciones DRM y la incompatibilidad con otros reproductores de música son los principales puntos de preocupación. En una carta anterior a Apple, el defensor del consumidor Bjørn Erik Thon se quejó de que el mecanismo DRM de iTunes era un bloqueo para los reproductores de música de Apple, y argumentó que esto era un conflicto con los derechos del consumidor.
En mayo de 2007, las pistas en el sello EMI llegaron a estar disponibles en un formato libre de DRM llamado iTunes Plus. Estos archivos no están protegidos y están codificados en el formato AAC a 256 kilobits por segundo, el doble de la tasa de bits de las pistas estándar compradas a través del servicio. Las cuentas de iTunes se pueden configurar para mostrar formatos estándar o iTunes Plus para pistas donde existan ambos formatos. Estos archivos se pueden usar con cualquier reproductor que admita el formato de archivo AAC y no están bloqueados en el hardware de Apple. Se pueden convertir a formato MP si lo desea.
A partir del 6 de enero de 2009, los cuatro grandes estudios de música (Warner Bros., Sony BMG, Universal y EMI) firmaron para eliminar el DRM de sus pistas, sin costo adicional. Sin embargo, Apple cobra a los consumidores por haber eliminado previamente las restricciones de música DRM.

#### Google
Aunque Google ha declarado su posición en favor de la interoperabilidad, la compañía ha tomado medidas para evitar los protocolos abiertos que reemplazan el estándar abierto Google Talk por el protocolo propietario Google Hangouts. Además, el Frente de Liberación de Datos de Google ha estado inactivo en Twitter desde 2013 y su sitio web oficial www.dataliberation.org ahora redirige a una página en las Preguntas Frecuentes de Google, lo que lleva a los usuarios a creer que el proyecto ha sido cerrado.
El sistema operativo móvil de Google Android es de código abierto, sin embargo, el sistema operativo que viene con los teléfonos que la mayoría de las personas realmente compra en una tienda se entrega con más frecuencia que muchas de las aplicaciones patentadas de Google que promueven que los usuarios usen solo Servicios de Google.

### Otros ejemplos
- Muchos fabricantes de impresoras afirman que si se utilizan cartuchos de tinta, además de los vendidos por ellos mismos, la garantía de la impresora quedará anulada. Lexmark va más allá, fabricando cartuchos de tinta que contienen un sistema de autenticación, cuyo propósito es hacer ilegal en los Estados Unidos (bajo la DMCA) que un competidor haga un cartucho de tinta compatible con las impresoras Lexmark.[14]
- Las tiras de prueba para medidores de glucosa generalmente se hacen para una marca o modelo específico. Las tiras diseñadas para dispositivos Accu-chek, por ejemplo, son incompatibles con medidores de otros fabricantes. Esta falta de estandarización puede generar problemas, especialmente en países en desarrollo, donde los medidores de glucosa y sus tiras asociadas son un bien escaso. Algunas compañías, a pesar de afirmar que tienen garantía de por vida en sus productos, dejan de fabricar modelos específicos y sus respectivas tiras. Incluso aquellos que tienen un buen modelo de funcionamiento, se ven de este modo obligados a comprar un modelo nuevo.[15]
- El sistema de cápsulas de café de una sola porción K-Cup estaba cubierto por una patente propiedad de Keurig, que es una subsidiaria de Green Mountain Coffee Roasters, y ningún otro fabricante podría crear paquetes K-Cup compatibles con cafeteras Keurig sin una licencia de Keurig. Si bien la compañía tiene patentes sobre mejoras en el sistema, las patentes originales de K-Cup expiraron en septiembre de 2012.[16] Otras marcas de café de una sola porción, como Nespresso, también tienen sistemas patentados.
- Las monturas de lentes de los fabricantes de cámaras de la competencia son casi siempre incompatibles. Por lo tanto, un fotógrafo con un conjunto de monturas de lentes de cierto fabricante preferirá no comprar una cámara de otro fabricante.
- Nvidia hasta 2018 era sólo compatible con una Nvidia G-Sync patentada a pesar de la disponibilidad de la tecnología de sincronización adaptativa estándar de Video Electronics Standards Association (VESA) (FreeSync). En enero de 2019, Nvidia anunció que avanzará la compatibilidad de sus tarjetas de video con monitores compatibles con FreeSync.[17]
- Los fabricantes de herramientas inalámbricas fabrican baterías que se ajustan solo a su propia marca de herramientas y, a menudo, no son compatibles con versiones anteriores. Varias marcas son propiedad de la misma compañía y comparten diseños y características de herramientas, accesorios y baterías que se cambian deliberadamente para hacerlos incompatibles. Un ejemplo sería Stanley Black & Decker, que también posee o fabrica Black & Decker, DeWalt, Porter Cable, Mastercraft y Craftsman. Todos usan baterías casi idénticas, pero tienen alguna característica diseñada para dejar de usarse en otras herramientas.

## Variantes

### Monopólico
Si un único proveedor controla el mercado para el método o la tecnología a la que está sujeto. Distingue entre estar limitado a la mera tecnología, o específicamente al proveedor de la misma.
Esta clase de encierro es potencialmente tecnológicamente difícil de superar si el monopolio se mantiene por barreras de mercado que no son triviales de eludir, como las patentes, el secreto, la criptografía u otros obstáculos técnicos.

### Colectivo
Si los individuos están encerrados colectivamente, en parte entre sí. Económicamente, hay un costo para resistir la elección localmente dominante, como por fricción entre individuos. En un modelo matemático de ecuaciones diferenciales, sin tener en cuenta la discreción de los individuos, este es un sistema de parámetros distribuidos en la cuota de mercado, aplicable para el modelado por ecuaciones diferenciales parciales, por ejemplo, la ecuación de calor.
Esta clase de encierro es potencialmente ineludible para individuos racionales que de otra manera no estarían motivados, al crear un dilema del prisionero : si el costo de resistir es mayor que el costo de unirse, entonces la opción óptima local es unirse, una barrera que requiere cooperación para superar. La propiedad distributiva (costo para resistir la elección localmente dominante) por sí sola no es un efecto de red, por falta de retroalimentación positiva, sin embargo, la adición de la biestabilidad por individuo, como por un costo de cambio, califica como un efecto de red, al distribuir esto. inestabilidad al colectivo en su conjunto.

### Dependencia de una tecnología
Según lo definido, este es un tipo de bloqueo no monopólico (mera tecnología), colectivo (a nivel de la sociedad):
El bloqueo tecnológico es la idea de que cuanto más adopte una sociedad una determinada tecnología, más improbable será que los usuarios cambien.
Ejemplos:
- Se dice que la prevalencia de la distribución del teclado QWERTY es causada por el bloqueo tecnológico.[18]
- El bloqueo de carbono es la teoría de que la sociedad se ha vuelto dependiente de las tecnologías intensivas en carbono, lo que dificulta la comercialización de energía renovable.
- La conversión de un formato de archivo con pérdida a otro genera una pérdida de generación que reduce la calidad.[19] Esto es en efecto un costo de cambio. Por lo tanto, si se codifica contenido valioso en el formato, esto crea una necesidad de compatibilidad continua con él.

### Dependencia colectiva de proveedores
Existen situaciones de encierro que son tanto monoplicas como colectivas. Teniendo lo peor de dos mundos, estos pueden ser muy difíciles de escapar: en muchos ejemplos, el costo de resistir incurre en cierto nivel de aislamiento de la sociedad (que domina la tecnología), lo que puede ser socialmente costoso, pero competencia directa con el proveedor dominante se ve obstaculizado por la compatibilidad. Como expresó un bloguero:
Si dejara de usar Skype, perdería el contacto con muchas personas, porque es imposible hacer que todas cambien a [otro] software.
Si bien el MP3 ahora no tiene patentes, en 2001 estaba patentado y consolidado, como señaló Richard Stallman en ese año (al justificar una licencia liberal para Ogg Vorbis):
existe [...] el peligro de que la gente se establezca en formato MP3 a pesar de que está patentado, y no se nos permitirá * * escribir codificadores gratuitos para el formato más popular. […] Normalmente, si alguien decide no usar un programa con copyleft porque la licencia no le agrada, esa es su pérdida, no la nuestra. Pero si rechaza el código Ogg / Vorbis debido a la licencia, y usa MP3 en su lugar, entonces el problema repercute en nosotros, porque su uso continuo de MP3 puede ayudar a que MP3 se vuelva atrincherado.
Más ejemplos:
- Formatos de archivo propietarios que se han generalizado en la web : los ejemplos incluyen GIF (patente vencida), Adobe Flash y H.264.
- Servicios de comunicación que requieren membresía con el mismo proveedor que el socio de comunicación: a diferencia de los proveedores de servicios telefónicos o proveedores de servicios de correo electrónico, que permiten la comunicación con los usuarios de proveedores competidores, servicios como Skype y Facebook son protocolos de comunicación de un solo proveedor. Se dice que Facebook ha logrado un encierro tecnológico, en términos de su presencia autorreforzante a nivel de la sociedad.[18] Sin embargo, si la dependencia es a Facebook específicamente, no a las redes sociales en general, entonces es justo promover este título al bloqueo colectivo de proveedores.